# Sindrome orale allergica
La sindrome orale allergica (SOA) è tipicamente correlata con la reattività crociata fra pollini ed alimenti vegetali.
Il termine è stato introdotto da Almot e altri nel 1987 ed indica un insieme di sintomi provocati dal contatto di un alimento con la mucosa orale o faringea in soggetti allergici, prevalentemente sensibilizzati ai pollini, quando mangiano frutta e/o verdura
Viene anche chiamata sindrome polline-cibo (PFS) ma la sindrome orale allergica, da vari autori è considerata anche la manifestazione di altre reazioni crociate meno comuni, come quelle della sindrome lattice-frutta.
Nelle forme più frequenti emerge nei casi di sensibilizzazione a panallergeni come le profiline e le PR-10. Si manifesta il più delle volte rispettando il calendario stagionale della pollinosi con prurito ed edema limitati esclusivamente al cavo orale. Raramente evolve verso manifestazioni cliniche più gravi, fino all’anafilassi, nel 1,7% dei casi

## Epidemiologia
Viene considerata come la più comune e frequente manifestazione allergica, rappresentando in alcune zone e stagioni oltre il 55% delle manifestazioni allergiche.

## Eziologia
Come per altre forme allergiche il suo sviluppo è legato ad una combinazione di cause genetiche ed ambientali. Non è soggetta a trasmissione mendeliana e non sono stati individuati i geni responsabili, ma la familiarità è il principale fattore di rischio. La sensitizzazione e la successiva esposizione a diversi allergeni comporta manifestazioni diverse del disturbo la cui gravità dipende anche dalla tipologia dell'allergene, gli allergeni termolabili riducono la probabilità di reazione a frutta e verdura cotta e tendono a manifestare la reazione solo localmente in misura lieve, gli allergeni stabili alla temperatura ed alla proteolisi, possono produrre reazioni sistemiche anche gravi. 
| Reattività crociate Pollini-Cibo e Lattice-Frutta che possono manifestarsi con la SOA | Reattività crociate Pollini-Cibo e Lattice-Frutta che possono manifestarsi con la SOA                                         |
| ------------------------------------------------------------------------------------- | --- |
| Pollini di betulla e ontano                                                           | sedano, prezzemolo, carota, finocchio, kiwi, fragola, lamponi, frutta secca, prugne, albicocche, ciliegie, pere, pesche, mele |
| Pollini di artemisia e ambrosia                                                       | girasole, castagna, sedano, prezzemolo, carota, finocchio, camomilla, banana, cicoria                                         |
| Pollini di graminacee                                                                 | frumento, pomodori, kiwi, anguria, meloni, ciliegie, agrumi, pesche, mandorle, prugne, albicocche                             |
| Pollini di parietarie                                                                 | gelso, basilico, melone, ciliegie                                                                                             |
| Lattice                                                                               | banana, kiwi, mango, melone, papaia, avocado, castagna, pomodoro                                                              |

## Segni e sintomi
La sintomatologia è più frequente durante la stagione pollinica anche se la sindrome orale allergica non è sempre associata alla pollinosi.
Il paziente può accusare sintomi a diversi gradi: 
- I° grado- sintomi orali immediati nei punti di contatto con l’alimento (prurito, bruciore al palato, lingua, e labbra con eventuale gonfiore della mucosa oro-labiale, edema delle labbra)
- II° grado- ai precedenti si possono associare difficoltà alla deglutizione, edema laringeo, vomito, dolore gastrico, diarrea, scialorrea
- III° grado- possono associarsi anche sintomi generalizzati quali l'orticaria e la dispnea
- IV° grado- allo stadio più grave edema della glottide e shock anafilattico.

In una indagine su 1361 casi l'8,7% presentava sintomi sistemici fuori dal tratto gastroindestinale, il 3% sintomi sistemici senza alcun sintomo nel cavo orale e l'1,7% presentava shock anafilattico.

## Diagnosi
La diagnosi della sindrome orale allergica è basata soprattutto sulla storia clinica.
I test diagnostici più comunemente utilizzati (cutanei e/o sierologici) non hanno sensibilità e specificità tali da affermare o escludere in modo definitivo la diagnosi. 
Mentre i vari prick test, prick to prick, RIST e RAST possono dare falsi negativi e positivi specie in pazienti che presentino sintomi gastroenterici, il test di scatenamento orale in doppio cieco con placebo (DBPC) rappresenta ancora il test d’elezione per dimostrare il reale risvolto clinico della sensibilizzazione.

## Terapia
La risoluzione della SOA al I° grado è spesso spontanea in breve tempo senza alcuna terapia.
Non esiste un trattamento standard per la SOA a parte l'esclusione degli alimenti implicati. Gli antistaminici orali possono alleviare i sintomi ma i pazienti con una storia di anafilassi devono dotarsi di autoiniettore di epinefrina. Negli ultimi anni è stata proposta una strategia per indurre tolleranza verso gli allergeni specifici. La terapia consiste nel tentativo di desensibilizzazione attraverso la somministrazione quotidiana di dosi crescenti di allergene per cercare di indurne la tolleranza. L'immunoterapia specifica con l’acquisizione della tolleranza verso un allergene alimentare è però condizionata da diversi fattori tra cui la severità della sintomatologia scatenata dalla sua ingestione, l’età del soggetto allergico, il livello di IgE specifiche e le loro variazioni.

## Sindrome Lattice-Frutta
Dopo la sindrome polline-cibo, la più comune reazione crociata che si manifesta con la SOA è la sindrome Lattice-Frutta. 
Questa è correlata alla omologia tra l'allergene Hev b 6.02 del lattice e le chitinasi di classe I di banana e avocado, anche se altri potenziali allergeni del lattice hanno loro omologhi in vari frutti. Essendo le chitinasi labili al calore, il più delle volte le reazioni crociate si manifestano nel cavo orale a seguito dell'ingestione di frutta non cotta. Con alcuni frutti sono state segnalate reazioni crociate gravi.